# Samhain
Samhain (/ˈsɑːwɪn, ˈsaʊɪn/; irlandzki: [ˈsˠəuɪnʲ] szkocki gaelicki: [ˈs̪ãũ.ɪɲ]) – gaelickie święto wyznaczające koniec sezonu żniw i początek zimy lub „ciemniejszej połowy roku”. Tradycyjnie obchodzone jest od 31 października do 1 listopada, ponieważ celtycki dzień rozpoczynał się i kończył o zachodzie słońca. Data ta przypada mniej więcej w połowie pomiędzy równonocą jesienną, a przesileniem zimowym. Jest to jedno z czterech gaelickich świąt związanych z porami roku, pozostałe to Imbolc, Beltane i Lughnasadh. Historycznie związane z nim obrzędy można było zaobserwować w Irlandii, Szkocji i na Wyspie Man. Podobne święta obchodzono o tej samej porze roku na innych ziemiach celtyckich, na przykład w Calan Gaeaf (Walia), Kalan Gwav (Kornwalia), a także w Kalan Goañv (Bretania).
Od końca XX wieku celtyccy neopoganie i wiccanie obchodzą Samhain, lub przypominające je święta, jako święto religijne. Neopoganie na półkuli południowej często obchodzą Samhain z półrocznym przesunięciem (około 1 maja), ze względu na powiązanie święta z porą roku.

## Etymologia
We współczesnym irlandzkim oraz szkockim gaelickim nazwą święta jest Samhain. Starsze formy tego słowa obejmują szkockie gaelickie pisownie Samhainn i Samhuinn. W języku manx jego odpowiednikiem jest Sauin. Są to też nazwy oznaczające "listopad" w każdym z tych języków.
Wszystkie te nazwy pochodzą od staroirlandzkiego słowa Samain lub Samuin [ˈsaṽɨnʲ]. Możliwe, że wywodzi się ono z praindoeuropejskiego *semo- („lato”). Jedną z sugestii jest to, że nazwa oznacza „koniec lata”, od sam („lato”) i fuin („koniec”), ale może to być etymologia ludowa. W 1907 roku Whitley Stokes zaproponował etymologię od praceltyckiego *samani („zgromadzenie”), a Joseph Vendryes zasugerował, że pochodzenie słowa nie ma związku z *semo- („lato”), ponieważ celtyckie lato kończyło się w sierpniu.

## Historia
Uważa się, że Samhain wywodzi się z celtyckich wierzeń pogańskich i istnieją dowody na to, że data ta była ważna już od czasów starożytnych. Niektóre neolityczne grobowce korytarzowe w Irlandii zostały zbudowane w taki sposób, by ich położenie było dostosowane do miejsca, w którym wschodzi słońce w okresie Samhain. Należą do nich Mound of the Hostages (Dumha na nGiall) (Kopiec Zakładników) na Wzgórzu Tara i Cairn L w Slieve na Calliagh. Wzmianki o Samhain znajdują się w niektórych z najwcześniejszych dzieł literatury irlandzkiej, a wiele ważnych wydarzeń w irlandzkiej mitologii ma miejsce lub zaczyna się w czasie tego święta.
Samain lub Samuin to nazwa święta rozpoczynającego zimę w gaelickiej Irlandii, co znajduje potwierdzenie w najwcześniejszej literaturze staroirlandzkiej, począwszy od X wieku. Było to jedno z czterech świąt gaelickich związanych z porami roku: Samhain (~ 1 listopada), Imbolc (~ 1 lutego), Bealtaine (~ 1 maja) i Lughnasadh (~ 1 sierpnia). Najważniejsze z nich są Samhain i Bealtaine, przypadające po przeciwnych stronach roku. James Frazer napisał w książce Złota gałąź: studia z magii i religii, że 1 maja i 1 listopada nie są znaczące dla europejskiej uprawy roślin, ale mają ogromne znaczenie dla pasterzy. Na początku lata bydło jest wypędzane na wyżynne letnie pastwiska, a na początku zimy sprowadzane z powrotem. Dlatego Frazer sugeruje, że dzielenie roku na połowy przypadające 1 maja i 1 listopada pochodzi z czasów, gdy Celtowie byli głównie ludem pasterskim, zależnym od swoich stad.
W średniowiecznej Irlandii święto wyznaczało koniec sezonu handlu i działań wojennych, a także było czasem spotkań plemiennych. Spotkania te są częstym przedmiotem wczesnych opowieści irlandzkich.
W IX wieku zachodni kościół chrześcijański przesunął datę Dnia Wszystkich Świętych na 1 listopada, a 2 listopada stał się później Dniem Zadusznym. Z czasem zwyczaje związane z Samhain i Dniem Wszystkich Świętych/Dniem Zadusznym połączyły się, co doprowadziło do powstania Halloween. Historycy używali nazwy „Samhain” w odniesieniu do gaelickich zwyczajów „Halloween” aż do XIX wieku.

### W mitologii irlandzkiej
Mitologia irlandzka była pierwotnie tradycją mówioną, ale znaczna jej część została ostatecznie spisana w średniowieczu przez chrześcijańskich mnichów, którzy do pewnego stopnia ją schrystianizowali. Niemniej jednak te opowieści mogą rzucić nieco światła na to, co znaczyło Samhain i czym odznaczało się w starożytnej Irlandii.
Irlandzka mitologia mówi, że Samhain było jednym z czterech świąt związanych z porami roku. Według opowieści wyróżniało się wielkimi zgromadzeniami, podczas których organizowano spotkania, ucztowano, pito alkohol i organizowano konkursy. W szczególności, Samhain jest opisywane jako pogańskie święto, kiedy co siedem lat odbywa się Feast of Tara (Uroczystość Tara), podczas której ustanawia się nowe prawa i obowiązki oraz formuje się rady Irlandii. Każdy, kto złamałby prawa ustanowione w tym czasie, miał zostać wygnany. Wielki Król wyznaczał wówczas również 150 reprezentantów do egzekwowania swoich rządów, praw i polowań oraz mianował swojego namiestnika dla całej Irlandii. Inne ważne święta i ich obchody porównywalne do Samhain to Jarmark Tailtiu w Lughnasadh i Wielkie Spotkanie Uisneach w Beltaine.
Według irlandzkiej mitologii Samhain (podobnie jak Bealtaine) było czasem, gdy otwierały się „drzwi” do Innego Świata, pozwalając nadprzyrodzonym istotom i duszom umarłych przybyć do naszego świata. Tak jak Bealtaine było letnim świętem dla żywych, tak Samhain „było zasadniczo świętem dla umarłych”. Według The Boyhood Deeds of Fionn sídhe (wróżki lub portale do Innego Świata) „były zawsze otwarte w Samhain”. Według opowieści Wielki Król Irlandii miał być gospodarzem wielkiego spotkania w Tara w każde Samhain. Co roku oddychający ogniem Aillen miał wyłaniać się z zaświatów i spalać pałac Tary, po uśpieniu wszystkich za pomocą swojej muzyki.

### Historyczne zwyczaje i wierzenia

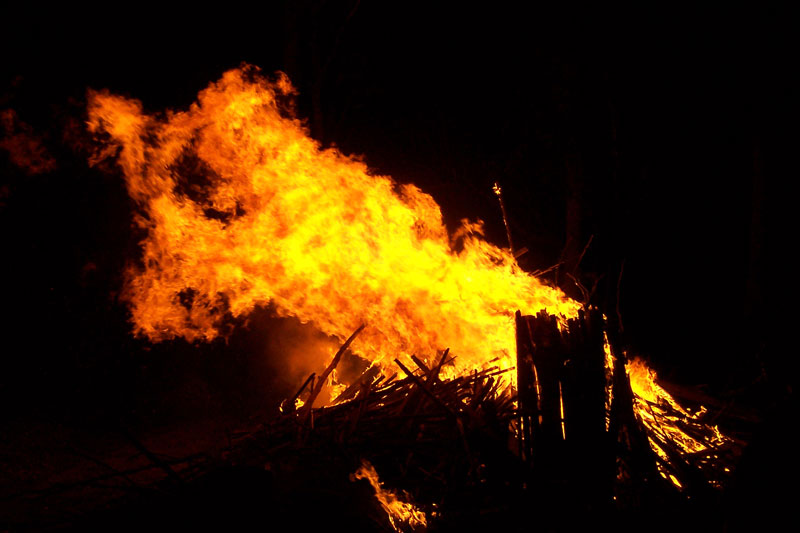
Ogniska były ważnym elementem obchodów i rytuałów związanych z Samhain

W czasie Samhain, tak samo jak w Beltaine, rozpalano specjalne ogniska. Uważano, że posiadały one moc ochronną i oczyszczającą i były powiązane z rytuałami. Podobnie jak Beltaine, Samhain było postrzegane jako czas graniczny, kiedy łatwiejsze staje się przekroczenie granicy pomiędzy tym światem, a światem niematerialnym. Oznaczało to, że Aos Sí, czyli „duchy” lub „wróżki”, mogły łatwiej przedostawać się do naszego świata. Większość uczonych postrzega Aos Sí jako pozostałość po pogańskich bogach i duchach natury. Wierzono, że aby zapewnić ludziom oraz ich zwierzętom gospodarskim przetrwanie zimy należy w tym okresie przebłagać Aos Sí (dokonać ekspiacji). W tym celu ofiarowano im jedzenie oraz napoje, specjalnie pozostawiane dla nich na zewnątrz. Wierzono także, że podczas Samhain dusze zmarłych również powracają do swoich domów, szukając gościnności. Wyprawiano uczty, na które zapraszano dusze zmarłych krewnych i ustawiano dla nich miejsca przy stole.
Powszechnym zwyczajem związanym z Samhain było chodzenie "od drzwi do drzwi" i przebieranie się, często połączone z odgrywaniem mimicznych przedstawień lub recytowaniem wierszy w zamian za jedzenie. Przebieranie się mogło być sposobem naśladowania Aos Sí i ukrywania się przed nimi. Rytuały wróżbiarskie i gry były również ważnymi elementami obchodów. Często wykorzystywano do nich orzechy i jabłka. Pod koniec XIX wieku John Rhys i James Frazer zasugerowali, że Samhain było postrzegane jako „Celtycki Nowy Rok”, pogląd został później powtórzony przez innych uczonych.

## Celtyckie Odrodzenie
Pod koniec XIX i na początku XX wieku rozpoczęło się Celtyckie Odrodzenie, w związku z czym nastąpił wzrost zainteresowania Samhain i innymi celtyckimi świętami. John Rhys stwierdził, że Samhain było „Celtyckim Nowym Rokiem”. Wywnioskował to ze współczesnego mu folkloru Irlandii i Walii, który jego zdaniem był „pełen halloweenowych zwyczajów związanych z nowymi początkami”. Odwiedził Wyspę Man i stwierdził, że w języku manx czasami nazywano 31 października „Nocą Nowego Roku” lub Hog-unnaa. W opowieści Tochmarc Emire, będącej częścią Cyklu Ulsterskiego, napisanego w średniowieczu, liczono rok wokół czterech świąt przypadających na początek każdej z pór roku i umieszczano Samhain na początku. Jednak Ronald Hutton uważa, że dowody na to, że Samhain rozpoczynało celtycki lub gaelicki Nowy Rok, są niewystarczające. Teorię Rhysa spopularyzował Frazer, chociaż czasami przyznawał, że dowody nie są jednoznaczne. Frazer stwierdził również, że Samhain było pogańskim celtyckim świętem zmarłych i że zostało ono schrystianizowane jako Dzień Wszystkich Świętych i Dzień Zaduszny. Od czasów Celtyckiego Odrodzenia Samhain zaczęło być powszechnie postrzegane jako celtycki Nowy Rok i starodawne święto zmarłych. Przykładowo, kalendarz Ligi Celtyckiej zaczyna się i kończy w Samhain.

## Powiązane święta
W brytańskiej gałęzi języków celtyckich Samhain jest znane jako „calends of winter” (kalendarze zimy). Brytańskie ziemie Walii, Kornwalii i Bretanii obchodziły 31 października święta podobne do gaelickiego Samhain. W Walii jest to Calan Gaeaf, w Kornwalii Allantide lub Kalan Gwav, a w Bretanii Kalan Goañv.
Na Wyspie Man 31 października obchodzi się Hop-tu-Naa, czyli święto odpowiadające swojego rodzaju Nocy Sylwestrowej. Zgodnie z tradycją dzieci rzeźbią w rzepach, a nie dyniach (jak w innych regionach), i noszą je po okolicy, śpiewając tradycyjne piosenki związane z Hop-tu-naa.

### Wszystkich Świętych
Rzymskokatolicki Dzień Wszystkich Świętych został wprowadzony w roku 609, jednak pierwotnie obchodzony był 13 maja. W 835 r. Ludwik Pobożny zmienił datę święta w Imperium Karolińskim na 1 listopada, na polecenie papieża Grzegorza IV. Jednak z tekstów Bedy Czcigodnego wiadomo, że kościoły w Anglii i Niemczech już świętowały Wszystkich Świętych 1 listopada na początku VIII wieku. James Frazer sugeruje, że 1 listopada wybrano właśnie ze względu na celtyckie święto zmarłych - Celtowie wpłynęli na swoich angielskich sąsiadów, a angielscy misjonarze na Niemców. Ronald Hutton zwraca uwagę, że według Óengusa z Tallaght (zm. ok. 824), kościół z VII/VIII wieku w Irlandii świętował Wszystkich Świętych 20 kwietnia. Sugeruje, że data 1 listopada była ideą germańską, a nie celtycką. W XI wieku 2 listopada został ustanowiony Dniem Zadusznym. W ten sposób powstało trzydniowe święto zwane Allhallowtide: Wigilia Wszystkich Świętych (All Hallows 'Eve) (31 października), Dzień Wszystkich Świętych (All Hallows' Day) (1 listopada) i Dzień Zaduszny (All Souls' Day) (2 listopada). Uznaje się, że współczesne świeckie zwyczaje Wigilii Wszystkich Świętych (lub Halloween) powstały pod wpływem Samhain.

### Dziady
Na terenach polskich, a także białoruskich, rosyjskich i ukraińskich oraz Polesiu świętem podobnym do Samhain, a także podobnie przekształconym wskutek chrystianizacji są Dziady. Święto to wywodzi się z czasów przedchrześcijańskich a jego istota polega na nawiązywaniu relacji z duszami przodków, co ma służyć zapewnieniu sobie ich przychylności. Jedną z dat na które przypadały Dziady (w różnych rejonach było ich bowiem kilka) jest 31 października, tak samo jak w przypadku Samhain. Pokrywają się także niektóre obrzędy związane ze składaniem ofiar z jedzenia i picia duszom przodków.

## Neopogaństwo
Niektórzy neopoganie obchodzą Samhain lub zbliżone do niego święta. Ze względu na to, że istnieje wiele rodzajów neopogaństwa, uroczystości związane z Samhain mogą być bardzo różne, pomimo wspólnej nazwy. Niektórzy starają się naśladować historyczny przebieg święta w jak największym stopniu. Inni neopoganie opierają swoje obchody na różnych niepowiązanych źródłach, a kultura gaelicka jest tylko jednym ze nich. Folklorystka Jenny Butler opisuje, w jaki sposób irlandzcy poganie wybierają niektóre elementy historycznych obchodów Samhain i łączą je z odniesieniami do celtyckiej przeszłości, tworząc nowe Samhain, będące nieodłączną częścią kultury neopogańskiej.
Neopoganie zwykle świętują Samhain w dniach 31 października - 1 listopada na półkuli północnej oraz 30 kwietnia - 1 maja na półkuli południowej, rozpoczynając i kończąc o zachodzie słońca. Niektórzy neopoganie obchodzą Samhain w astronomicznym punkcie środkowym pomiędzy równonocą jesienną, a przesileniem zimowym (lub pełnią księżyca najbliższą w stosunku do tego punktu). Na półkuli północnej ten punkt środkowy przypada wtedy, gdy długość ekliptyki Słońca osiąga 225 stopni.

### Celtycka rekonstrukcja
Podobnie jak w innych tradycjach rekonstrukcyjnych, pogańscy celtyccy rekonstrukcjoniści przywiązują szczególną wagę do dokładności historycznej. Opierają swoje uroczystości i rytuały na tradycyjnej wiedzy, a także na badaniach wierzeń politeistycznych Celtów. 
Pogańscy celtyccy rekonstrukcjoniści często obchodzą Samhain w dniu pierwszych przymrozków lub gdy ostatnie żniwa zostaną zebrane, a ziemia jest wystarczająco sucha, aby rozpalić ognisko. Niektórzy odtwarzają starą tradycję budowania dwóch ognisk, pomiędzy którymi uczestnicy oraz zwierzęta gospodarskie chodzą lub tańczą w ramach rytuału oczyszczającego. Jest to dla nich czas, kiedy oddaje się szczególną cześć zmarłym. Chociaż rekonstrukcjoniści składają ofiary o każdej porze roku, Samhain to czas, w którym bardziej wymyślne ofiary są składane konkretnym przodkom. Może to wymagać wykonania małej kapliczki. Często organizowany jest posiłek, podczas którego stawia się dla zmarłych miejsce przy stole i zaprasza ich do przyłączenia się. Można też opowiadać tradycyjne bajki i wykonywać tradycyjne piosenki, wiersze i tańce. Innym zwyczajem jest otwieranie drzwi lub okien od strony zachodniej i pozostawianie świecy płonącej na parapecie, aby poprowadzić zmarłego do domu. Wykonywanie wróżb na nadchodzący rok jest również częstym elementem obchodów. Bardziej mistycznie usposobione osoby mogą także postrzegać Samhain jako czas na głęboką komunikację ze swoimi bóstwami, szczególnie tymi uważanymi za wyjątkowo związane z tym świętem.

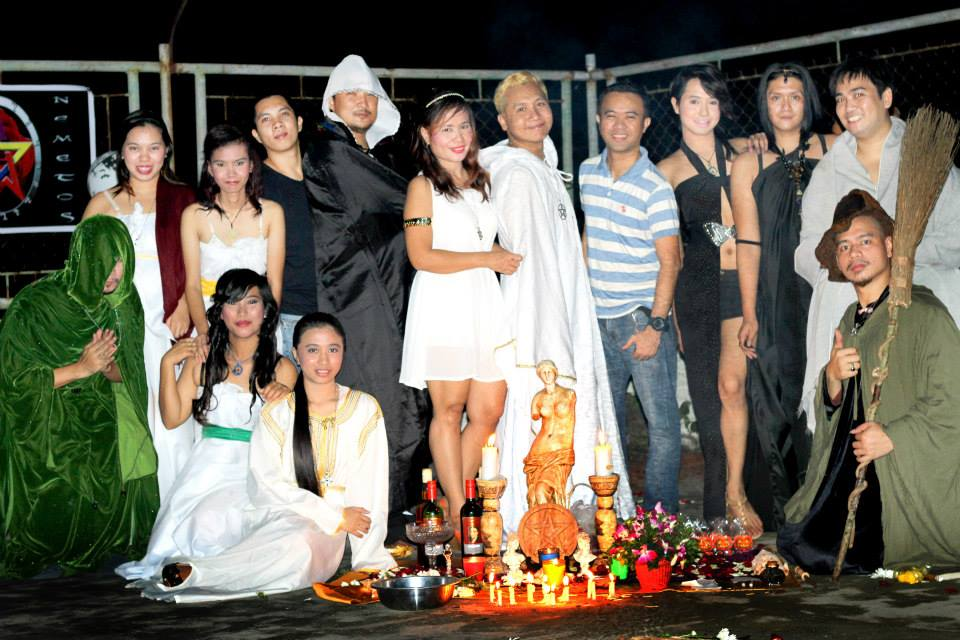
Wiccański kowen świętujący Samhain

### Wicca
Wiccanie świętują odmianę Samhain jako jeden z corocznych Sabatów należących do Koła Roku. Większość Wiccan uważa Samhain za najważniejszy z czterech „większych sabatów”. Samhain jest dla niektórych Wiccan czasem na upamiętnienie życia osób zmarłych i często wiąże się z okazywaniem szacunkiem dla przodków, członków rodziny, starszych w wierze, przyjaciół, zwierząt domowych i innych bliskich, którzy już nie żyją. W niektórych rytuałach duchy zmarłych są zapraszane na uroczystości. Samhain jest postrzegane jako święto ciemności, równoważone w przeciwległym punkcie Koła Roku przez wiosenne Beltane, które Wiccanie obchodzą jako święto światła i płodności.
Wiccanie wierzą, że w Samhain zasłona między tym światem a zaświatami znajduje się w najcieńszym punkcie w ciągu całego roku, co ułatwia komunikację z tymi, którzy opuścili już ten świat.